# Szepligetella meraukensis
Szepligetella meraukensis är en stekelart som först beskrevs av Cameron 1907.  Szepligetella meraukensis ingår i släktet Szepligetella och familjen hungersteklar. Inga underarter finns listade i Catalogue of Life.